# Natalya (prénom)
Natalya est un prénom féminin d'origine russe et ukrainienne, vient du prénom dérivé de Nathalie.

## Date de fête
Il est fêté le 27 juillet en mémoire de la Sainte Nathalie.

## Personnalités portant ce prénom
- Pour l'ensemble des articles sur les personnes portant ce prénom, consulter :
  - la liste des articles dont le titre commence par ce prénom
  - les listes produites par Wikidata : Liste des personnes de prénom « Natalia » — même liste en incluant les éventuels prénoms composés qui contiennent « Natalia ».